# Reinhold Rückersköld
Reinhold Rückersköld, före adlandet Rücker, född 28 juli 1690 i Hedemora, död 22 augusti 1759 i Stockholm, var en svensk jurist.
Rücker blev student vid Uppsala universitet 1702. Han blev auskultant i Svea hovrätt 1715, amanuens i advokatfiskalskontoret 1716, extra ordinarie notarie vid kriminalprotokollet 1717, vice notarie vid civilprotokollet 1718, häradshövding i Västerdalarnas domsaga 1720, assessor i
Svea hovrätt 1743 och hovrättsråd där 1749.
Han gifte sig 1723 med Emerentia Polhem, dotter till uppfinnaren och industrimannen Christopher Polhem, och blev far till Anna Maria Rückerschöld, Emerentia Fredrica Rückersköld, gift med Johan Magnus Törling, och Reinhold Galle Rückersköld (1726–1787), brukspatron på Stjärnsund.